# 聯合國條約機構
聯合國條約機構是聯合國設立的一些基於國際人權條約的機構，其中多爲獨立專家組成，他們負責監督締約國是否履約，並對相關條約提出標準和規範，他們并非《聯合國憲章》規定的政治機構。
除了受联合国经济及社会理事会決議成立的經濟、社會文化權利委員會之外，所有條約機構實際上是自治的機構，由它們監督的條約設立，並對這些條約的締約國負責。儘管實際上它們與聯合國系統緊密相連，並得到聯合國人權事務高級專員的工作支持，他們既不屬於聯合國系統，也不是聯合國的附屬機構。他們的法律意見為解釋條約提供了重要幫助，但其本身不具有國際法約束力。
聯合國共有九條人權公約，目前有十個條約機構，而且每個機構負責監督特定的人權公約：
1. 監督《公民權利和政治權利國際公約》執行的人權事務委員會，也稱公民權利和政治權利委員會（CCPR）
2. 監督《經濟、社會及文化權利國際公約》執行的經濟、社會文化權利委員會（CESSCR）
3. 監督《消除一切形式種族歧視國際公約》執行的消除種族歧視委員會（CERD）
4. 監督《消除對婦女一切形式歧視公約》執行的消除對婦女歧視委員會（CEDAW）
5. 監督《禁止酷刑和其它殘忍、不人道或有辱人格的待遇或處罰公約》執行的禁止酷刑委員會（CAT）和防範酷刑小組委員會（SPT）
6. 監督《兒童權利公約》執行的兒童權利委員會（CRC）
7. 監督《保護所有移徙工人及其家庭成員權利國際公約》執行的移工問題委員會 （CMW）
8. 監督《殘疾人權利公約》執行的殘疾人權利委員會 （CRPD）
9. 監督《保護所有人免遭強迫失蹤國際公約》執行的強迫失蹤問題委員會 （CED）

除“禁止酷刑委員會”之外，其他機構會接受締約國的報告並審議。

## 外部鏈接
- 条约机构 | OHCHR